# Metropolitana di Varsavia
La metropolitana di Varsavia è una rete di linee metropolitane che serve la città di Varsavia. È composta da due linee, inaugurate rispettivamente nel 1995 e nel marzo 2015, per una lunghezza operativa di 29,2 km. Le stazioni sono 28. La metropolitana di Varsavia è gestita dal 5 aprile 1995 dalla società Metro Warszawskie sp. z o.o.. I treni impiegano circa 30 minuti per viaggiare da un capolinea all'altro e la rete è frequentata da 568 000 persone ogni giorno, 139 170 000 all'anno.

## Storia

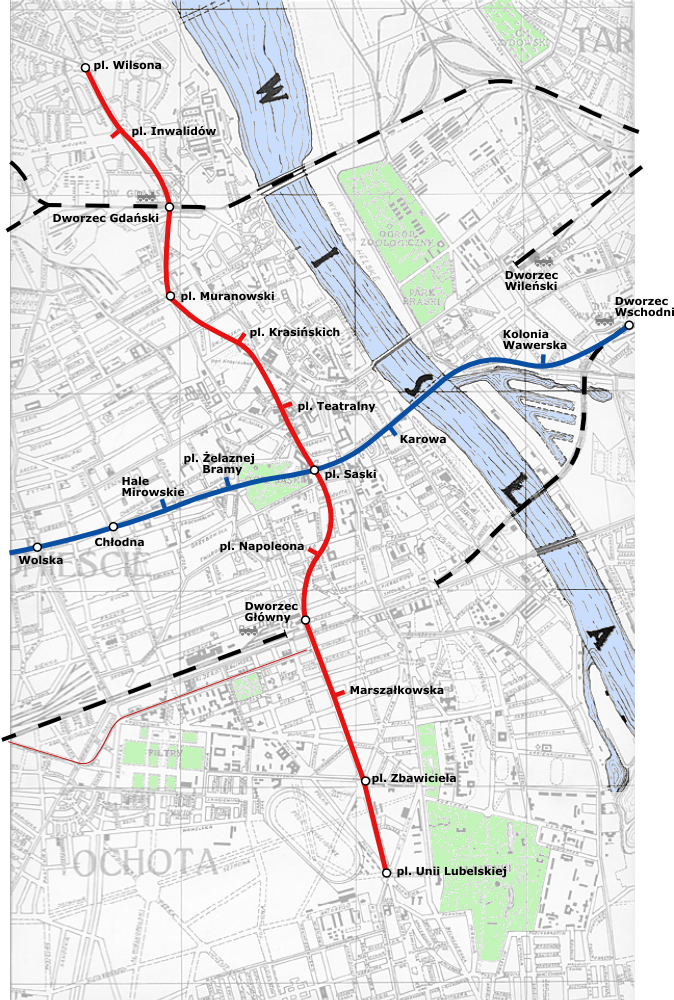
Prima fase della rete, progettata nel 1938

I progetti di costruzione di una rete ferroviaria a Varsavia risalgono al 1918, quando la Polonia ebbe riconquistato l'indipendenza dopo essere stata spartita per 123 anni e che Varsavia ebbe quindi riottenuto lo status di capitale della Seconda Repubblica di Polonia. La rete ferroviaria sotterranea avrebbe dovuto risolvere il problema della difficoltà dei trasporti nel centro cittadino, densamente abitato. I progetti e gli scavi preliminari ebbero inizio, con l'Autorità Tranviaria di Varsavia, nel 1925, e la costruzione vera e propria avrebbe dovuto iniziare per la fine degli anni venti. La Grande depressione bloccò però i progetti, in quanto anche la Polonia, come il resto del mondo, dovettero fronteggiare molte difficoltà economiche. Nel 1934, con l'elezione del nuovo sindaco di Varsavia, Stefan Starzyński, ripresero i lavori; il sindaco riesumò i progetti degli anni venti e, con qualche aggiustamento, pianificò l'inizio della costruzione per la fine degli anni trenta, con fine dei lavori prevista per la metà degli anni quaranta. All'epoca, la rete metropolitana avrebbe dovuto consistere di due linee: la linea A (nord-sud, 7,5 km di lunghezza), che, secondo i progetti, avrebbe dovuto seguire il percorso dell'attuale linea e doveva collegare il quartiere sud di Mokotów con il centro cittadino e con il quartiere nord di Żoliborz. Questa linea sarebbe stata collegata con la neo-costruita Warszawa Główna, la stazione centrale delle ferrovie. La linea B (est-ovest, lunga 6,3 km) avrebbe dovuto avere origine dal quartiere occidentale di Wola, procedere lungo via Chłodna e poi a est fino alla Vistola. In quel punto, la linea sarebbe salita in superficie, per attraversare il fiume su un ponte appositamente costruito e per procedere verso est alla stazione di Warszawa Wschodnia. I lavori iniziarono finalmente nel 1938, ma lo scoppio della seconda guerra mondiale portò i progetti a una brusca interruzione. Le piccole porzioni di tunnel scavate nel 1938 sono oggi adibite a uso cantina.
La città soffrì duramente durante la Seconda Guerra mondiale, ma nonostante la maggior parte dei progetti pre-bellici fossero andati persi durante la guerra, gran parte degli ingegneri e architetti sopravvissero ai combattimenti e tornarono in città per prendere parte alla sua rinascita. Tuttavia, le nuove autorità comuniste della Polonia (ora Repubblica Popolare Polacca), avevano una visione della città completamente diversa da quella che vi era prima del conflitto. Come città comunista ideale, Varsavia doveva essere decentralizzata e il centro cittadino doveva essere ridotto. Pertanto, l'Ufficio per la Ricostruzione di Varsavia (BOS) commissionò agli ingegneri il progetto di tram veloci (Ferrovia Urbana Veloce, SKM) che attraversassero la città. Nonostante il percorso seguisse all'incirca il tragitto dell'ex Linea A, solo le stazioni centrali avrebbero dovuto essere situate sotto terra; il progetto, con la fine degli anni quaranta, fu comunque annullato.
Negli anni cinquanta, con l'inizio della Guerra fredda, i piani strategici sovietici richiesero la costruzione di un collegamento sicuro attraverso il fiume Vistola. Per raggiungere questo obiettivo, fu deciso di creare una rete metropolitana in profondità (46 metri sotto il livello del suolo), collegata alla rete ferroviaria in modo che potesse servire come mezzo per il trasporto delle truppe. I progetti suggerirono una prima linea (di circa 11 km) sull'asse nord-sud, con un ramo della linea stessa che attraversava il fiume Vistola nel centro cittadino. I lavori di costruzione iniziarono quasi simultaneamente in 17 punti su entrambe le sponde del fiume. Fino al 1953, furono costruiti 771 metri di tunnel, ma dopo la morte di Iosif Stalin, con la politica di distensione, i lavori subirono un arresto con il pretesto delle difficoltà tecniche. Negli anni seguenti, la costruzione continuò solo in un tunnel, ma queste opere furono condotte in modo sperimentale, per scoprire i metodi migliori per le costruzioni sotterranee di Varsavia. Infine, nel 1957, tutti i lavori furono bloccati.
Dal 1955 vi fu un ritorno alla vecchia idea di una rete in superficie; tuttavia, la fase progettuale andò avanti molto lentamente e la situazione economica impedì a tutti i governi comunisti successivi di intraprendere un'opera seria. Negli anni settanta ci fu un progetto per quattro percorsi della metropolitana ma, per motivi finanziari, non vennero mai costruiti.
Infine, nel 1984, il governo approvò il programma e furono costruiti i primi tunnel. La mancanza di fondi, i progetti e la burocrazia fecero procedere l'opera molto lentamente, alla velocità di non più di 2 metri al giorno. La metropolitana fu aperta nel 1995 con un totale di 11 stazioni; A ottobre 2008 la linea ha raggiunto la massima estensione prevista con 21 stazioni su una distanza di circa 23 km; altre 2 stazioni intermedie dovrebbero aggiungersi nel corso del 2009.
I biglietti non sono venduti dalla società stessa, ma dagli uffici postali e dai negozi privati; i biglietti coprono l'intera rete di trasporti pubblici della città, inclusa metropolitana, autobus e tram e alcuni treni urbani. Oltre ai biglietti singoli (quotidiano e settimanale), si possono acquistare biglietti validi fino a 3 mesi, che offrono soluzioni più economiche.

## Progetti futuri
La seconda linea, che attraversa la città da est a ovest (dirigendosi a nord dal centro di Praga, sulla riva orientale del fiume), è in fase di estensione, insieme a una diramazione dal centro di Praga verso sud; entrambe queste linee, sono versioni troncate dei primi progetti delle linee. La costruzione è stata avviata a fine 2010. I lavori, il cui termine era inizialmente previsto entro il 2013, sono stati completati nel centro entro la primavera del 2015. Causa del ritardo è stato, nel 2012, l'allagamento della costruenda stazione "Centrum Nauki Kopernik" dovuto alla presenza di una falda. A gennaio del 2014 si è dato avvio al congelamento del terreno sovrastante la stazione, operazione che permette di concludere in tempo e in sicurezza, la congiunzione dei suoi lati estremi. 
La prima linea costituì un compromesso tra le prime proposte di linee verso est e ovest (una delle quali apparteneva alla progettata Linea 4), e in quanto tale non tocca alcune aree importanti della città. Ad esempio, non passa direttamente sotto la Città Vecchia, la principale attrazione turistica di Varsavia, che già può contare su pochi servizi di trasporto pubblico, ma addirittura passa a 600 metri a ovest. Non tocca neanche la stazione centrale, la cui stazione più vicina si trova a 400 metri (anche la seconda linea non toccherebbe la stazione, in quanto la stazione più vicina sarebbe sempre a 400 metri). Inoltre, la prima linea, e pertanto l'intera rete metropolitana, è confinata a sinistra della Vistola, e pertanto non aiuta a risolvere i problemi di viabilità sui ponti di Varsavia, vero e proprio collo di bottiglia tra il centro cittadino e il quartiere orientale di Praga. Sono stati anche abbandonati, nell'immediato futuro, i progetti per una terza linea diretta all'aeroporto Okęcie (è stato costruito un raccordo ferroviario), invece è allo studio per collegare lo Stadio Nazionale con il quartiere di Ochota.
Coloro che si occupano dei trasporti a Varsavia, hanno suggerito che la Warszawska Kolej Dojazdowa (WKD), una ferrovia metropolitana che corre nei quartieri occidentali, potrebbe essere integrata con il sistema tranviario della città, o collegato alla metropolitana e alla futura rete ferroviaria suburbana. Il primo di questi progetti fu presentato alla fine degli anni trenta : il tunnel ferroviario che è stato costruito sotto il centro cittadino, avrebbe dovuto essere condiviso da treno e metropolitana. A metà degli anni novanta la rete di WKD, PKP e metropolitana di Varsavia, furono temporaneamente integrate e i biglietti furono pertanto validi anche sui treni urbani. Ad oggi l'integrazione tariffaria coinvolge anche le tratte urbane delle Ferrovie della Masovia (Koleje Mazowieckie), i cui treni raggiungono adesso anche l'aeroporto Chopin di Okęcie. La metro è relativamente pulita se comparata con altre reti metropolitane delle capitali europee.

## Linee

### Linea M1
La linea M1 attraversa la città da nord a sud attraversando i quartieri: Bielany, Żoliborz, Śródmieście, Mokotów e Ursynów.
| Percorso         | Anni di costruzione | Apertura  | Lunghezza operativa | In costruzione | Lunghezza totale | Nr. di stazioni |
| ---------------- | ------------------- | --------- | ------------------- | -------------- | ---------------- | --------------- |
| Kabaty ↔ Młociny | 1983-2008           | 1995-2008 | 23,1 km             | –              | 23,1 km          | 21              |

| Stato       | Nome stazione    | Data apertura    |
| ----------- | ---------------- | ---------------- |
| In funzione | Kabaty           | 7 aprile 1995    |
| In funzione | Natolin          | 7 aprile 1995    |
| In funzione | Imielin          | 7 aprile 1995    |
| In funzione | Stokłosy         | 7 aprile 1995    |
| In funzione | Ursynów          | 7 aprile 1995    |
| In funzione | Służew           | 7 aprile 1995    |
| In funzione | Wilanowska       | 7 aprile 1995    |
| In funzione | Wierzbno         | 7 aprile 1995    |
| In funzione | Racławicka       | 7 aprile 1995    |
| In funzione | Pole Mokotowskie | 7 aprile 1995    |
| In funzione | Politechnika     | 7 aprile 1995    |
| In progetto | Plac Konstytucji | –                |
| In funzione | Centrum          | 26 maggio 1998   |
| In funzione | Świętokrzyska    | 11 maggio 2001   |
| In funzione | Ratusz Arsenał   | 11 maggio 2001   |
| In progetto | Muranów          | –                |
| In funzione | Dworzec Gdański  | 20 dicembre 2003 |
| In funzione | Plac Wilsona     | 8 aprile 2005    |
| In funzione | Marymont         | 29 dicembre 2006 |
| In funzione | Słodowiec        | 23 aprile 2008   |
| In funzione | Stare Bielany    | 25 ottobre 2008  |
| In funzione | Wawrzyszew       | 25 ottobre 2008  |
| In funzione | Młociny          | 25 ottobre 2008  |

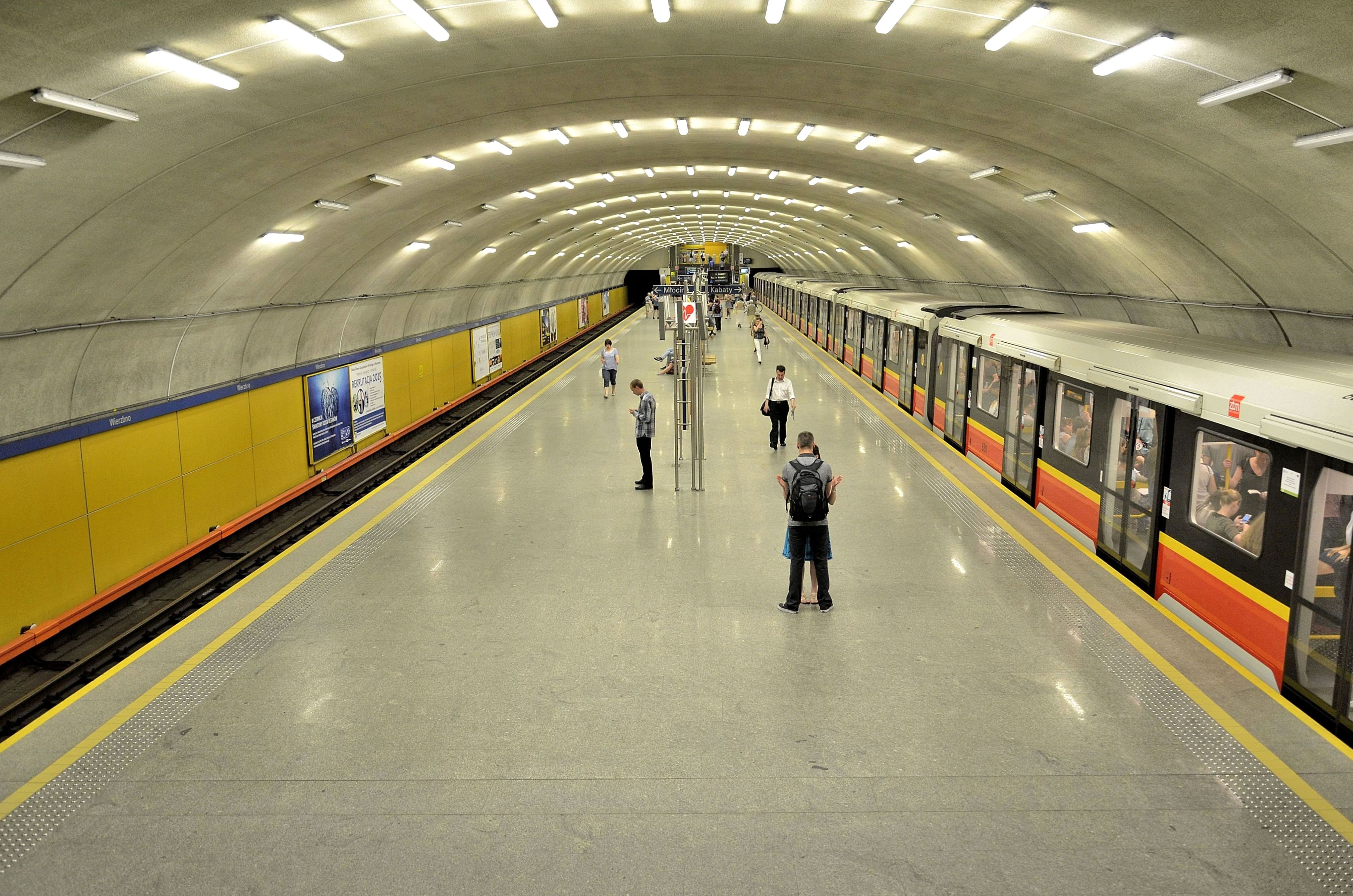
Stazione Wierzbno
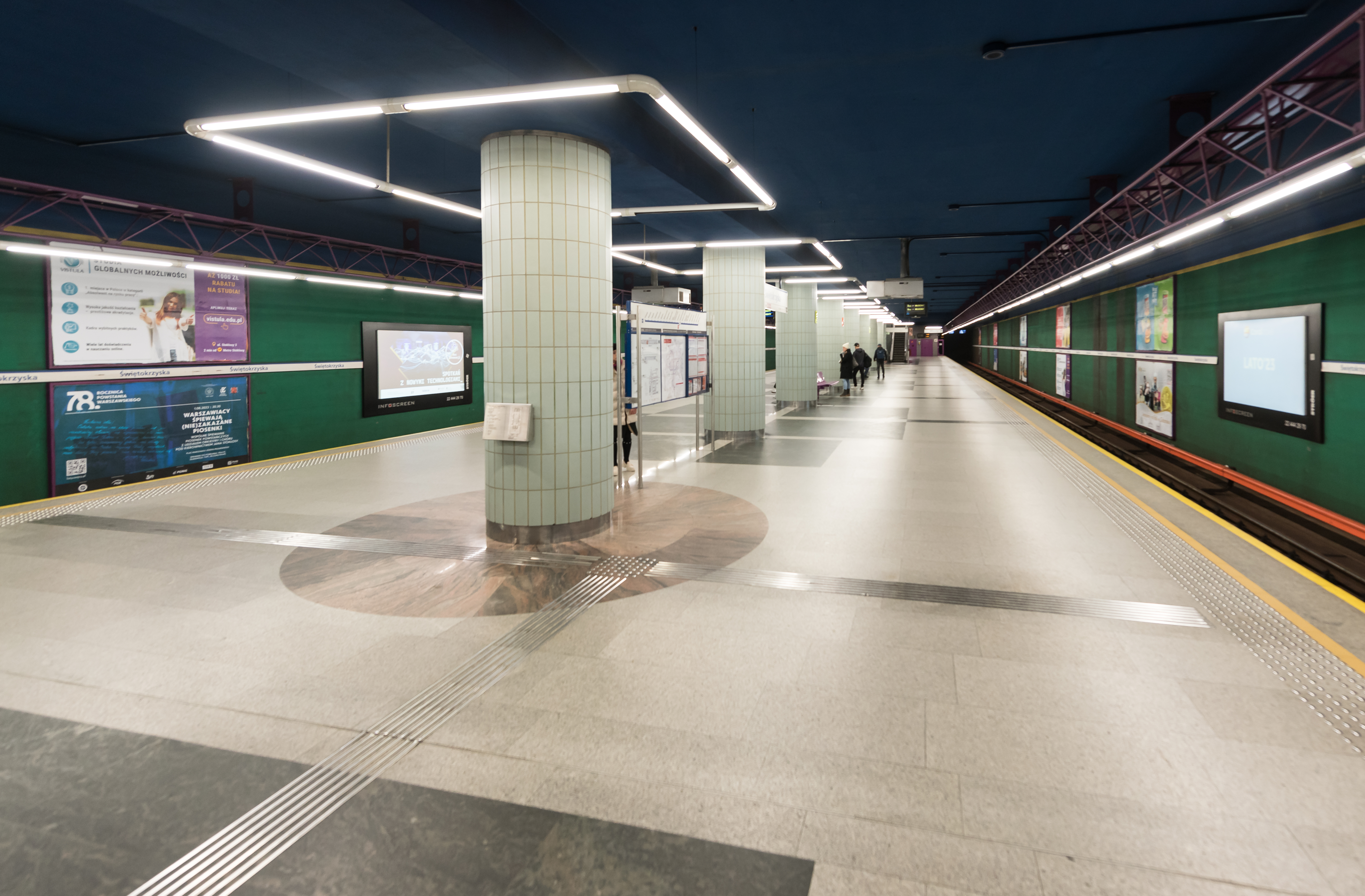
Stazione Świętokrzyska
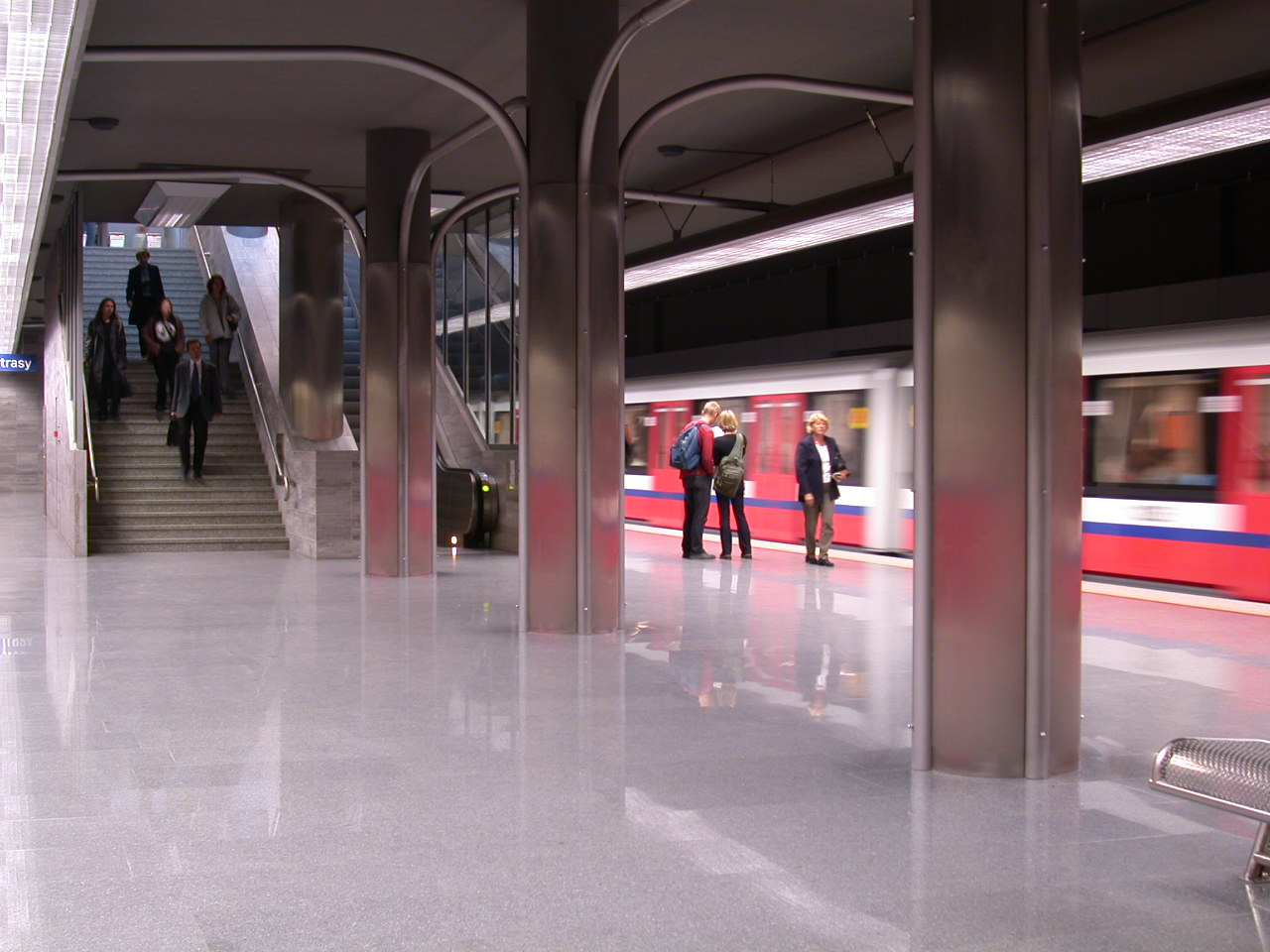
Stazione Ratusz Arsenał
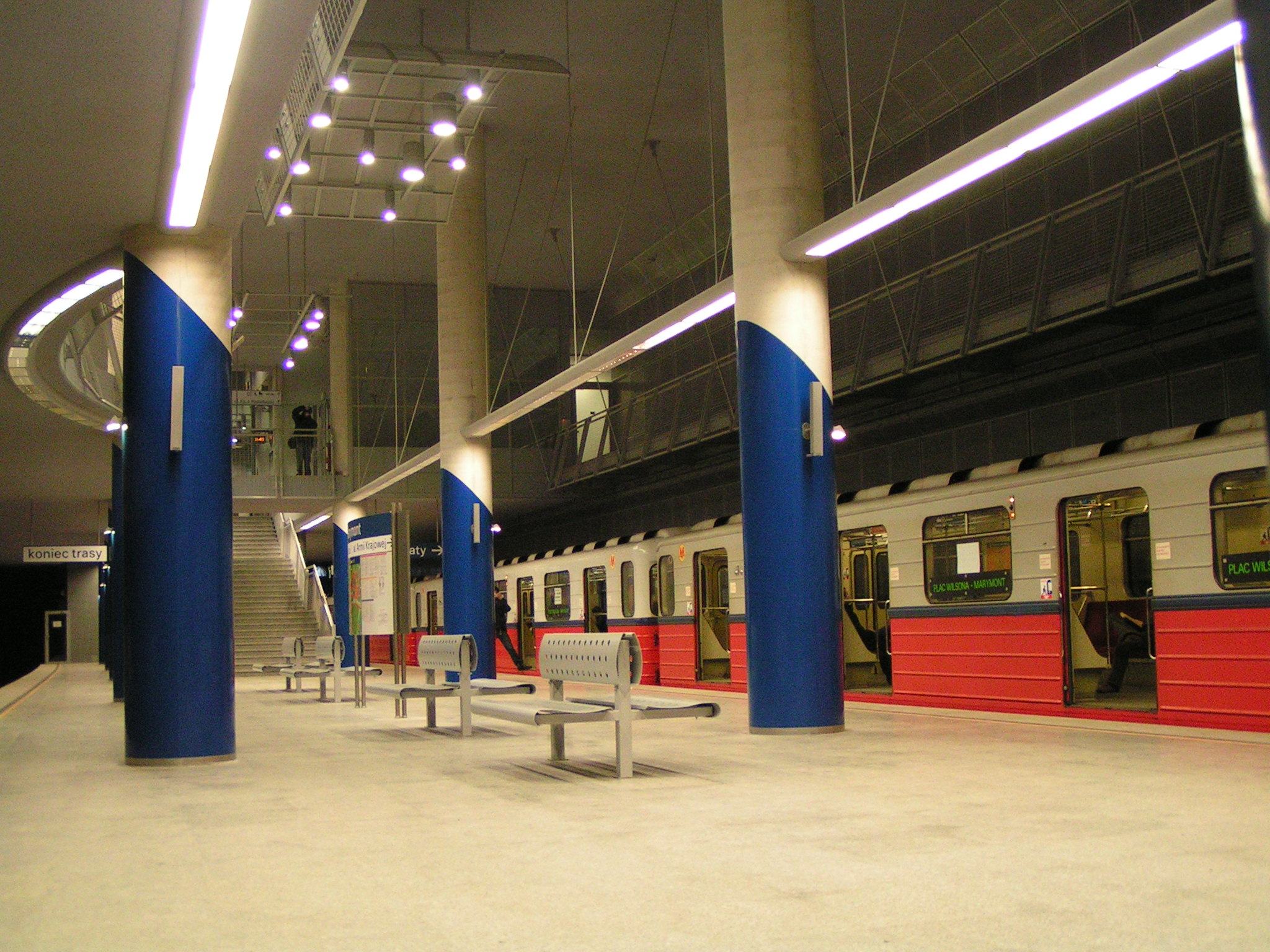
Stazione Marymont

### Linea M2
Il progetto per la costruzione della linea M2 venne approvato dal comune cittadino il 24 gennaio 2006, che una volta completata, collegherà Bemowo a Targówek. La tratta centrale con sette fermate è stata inaugurata nell'8 marzo 2015. La costruzione delle stazioni Księcia Janusza-Płocka e Szwedzka-Trocka, iniziata verso metà 2016, si concluderà entro il 2019.
| Percorso          | Anni di costruzione | Apertura | Lunghezza operativa | In costruzione | Lunghezza totale | Nr. di stazioni |
| ----------------- | ------------------- | -------- | ------------------- | -------------- | ---------------- | --------------- |
| Bemowo ↔ Targówek | da 2010             | da 2015  | 6,1 km              | –              | 31 km            | 7 di 27         |

| Stato          | Nome stazione          | Data apertura     |
| -------------- | ---------------------- | ----------------- |
| In costruzione | Karolin                |                   |
| In costruzione | Chrzanów               | –                 |
| In costruzione | Lazurowa               | –                 |
| In funzione    | Bemowo                 | 30 giugno 2022    |
| In funzione    | Ulrychów               | 30 giugno 2022    |
| In funzione    | Księcia Janusza        | 4 aprile 2020     |
| In funzione    | Młynów                 | 4 aprile 2020     |
| In funzione    | Płocka                 | 4 aprile 2020     |
| In funzione    | Rondo Daszyńskiego     | 8 marzo 2015      |
| In funzione    | Rondo ONZ              | 8 marzo 2015      |
| In funzione    | Świętokrzyska          | 8 marzo 2015      |
| In funzione    | Nowy Świat-Uniwersytet | 8 marzo 2015      |
| In funzione    | Centrum Nauki Kopernik | 8 marzo 2015      |
| In funzione    | Stadion Narodowy       | 8 marzo 2015      |
| In funzione    | Dworzec Wileński       | 8 marzo 2015      |
| In funzione    | Szwedzka               | 15 settembre 2019 |
| In funzione    | Targówek               | 15 settembre 2019 |
| In funzione    | Trocka                 | 15 settembre 2019 |
| In funzione    | Zacisze                | 28 settembre 2022 |
| In funzione    | Kondratowicza          | 28 settembre 2022 |
| In funzione    | Bródno                 | 28 settembre 2022 |
| In progetto    | Mińska                 | –                 |
| In progetto    | Rondo Wiatraczna       | –                 |
| In progetto    | Ostrobramska           | –                 |
| In progetto    | Fieldorfa              | –                 |
| In progetto    | Gocław                 | –                 |

## Progetti futuri
È in progetto la realizzazione di una terza linea che, attraversando la popolosa frazione di Ochota, connetterà lo Stadio Nazionale con la stazione di Varsavia Ovest. Sono in fase di studio due varianti: una sopraelevata e l'altra sotterranea, a carattere di servizio ferroviario metropolitano.
| Stato       | Nome stazione      | Data apertura |
| ----------- | ------------------ | ------------- |
| In progetto | Dworzec Zachodni   | –             |
| In progetto | Plac Narutowicza   | –             |
| In progetto | Niepodległości     | –             |
| In progetto | Plac Konstytucji   | –             |
| In progetto | Plac Trzech Krzyży | –             |
| In progetto | Solec              | –             |
| In progetto | Waszyngtona        | –             |
| In funzione | Stadion Narodowy   | 8 marzo 2015  |

| Stato         | Nome stazione   | Data apertura |
| ------------- | --------------- | ------------- |
| Ristrutturata | Choszczówka     | –             |
| Ristrutturata | Płudy           | –             |
| Ristrutturata | Żerań           | –             |
| Ristrutturata | Toruńska        | –             |
| Ristrutturata | Praga           | –             |
| Ristrutturata | Zoo             | –             |
| Ristrutturata | Dworzec Gdański | –             |
| In progetto   | Powązkowska     | –             |
| In progetto   | Wola Park       | –             |
| In progetto   | Fort Wola       | –             |
| –             | Józefinów       | –             |